# Les nuits d'été
Les nuits d'été è un film del 2014 diretto da Mario Fanfani.

## Riconoscimenti
- 71ª Mostra internazionale d'arte cinematografica di Venezia
  - Queer Lion 2014